# Konstantīns Igošins
Konstantīns Igošins (22 settembre 1971) è un ex calciatore lettone, di ruolo portiere portiere.

## Carriera

### Club
Cresciuto nella Lokomotiv Mosca, ha giocato nei campionati nazionali sovietici con il Daugava Rīga. Con la dissoluzione dell'URSS ha giocato nel RAF Jelgava.
Passa poi in Russia allo Šinnik: condusse il resto della sua carriera in Russia, cambiando diverse squadre di secondo piano, soprattutto nell'Irtyš Omsk (dove giocò in due periodi per un totale di 5 anni) e nel Metallurg Krasnojarsk (anche qui in due periodi, per un totale di 3 anni).

### Nazionale
Ha disputato 3 gare con la nazionale lettone, subendo 7 reti.
Esordì il 9 settembre 1992 nella gara contro l'Irlanda valida per la qualificazione ai mondiali 1994; tutte e tre le partite da lui disputate si conclusero con una sconfitta della Lettonia.

## Statistiche

### Cronologia presenze e reti in Nazionale
| Cronologia completa delle presenze e delle reti in nazionale ― Lettonia | Cronologia completa delle presenze e delle reti in nazionale ― Lettonia | Cronologia completa delle presenze e delle reti in nazionale ― Lettonia | Cronologia completa delle presenze e delle reti in nazionale ― Lettonia | Cronologia completa delle presenze e delle reti in nazionale ― Lettonia | Cronologia completa delle presenze e delle reti in nazionale ― Lettonia | Cronologia completa delle presenze e delle reti in nazionale ― Lettonia | Cronologia completa delle presenze e delle reti in nazionale ― Lettonia |
| Data                                                                    | Città                                                                   | In casa                                                                 | Risultato                                                               | Ospiti                                                                  | Competizione                                                            | Reti                                                                    | Note                                                                    |
| ----------------------------------------------------------------------- | ----------------------------------------------------------------------- | ----------------------------------------------------------------------- | ----------------------------------------------------------------------- | ----------------------------------------------------------------------- | ----------------------------------------------------------------------- | ----------------------------------------------------------------------- | ----------------------------------------------------------------------- |
| 9-9-1992                                                                | Dublino                                                                 | Irlanda                                                                 | 4 – 0                                                                   | Lettonia                                                                | Qual. Mondiali 1994                                                     | -4                                                                      |                                                                         |
| 18-11-1992                                                              | Iława                                                                   | Polonia                                                                 | 1 – 0                                                                   | Lettonia                                                                | Amichevole                                                              | -1                                                                      |                                                                         |
| 20-2-1993                                                               | Vantaa                                                                  | Lettonia                                                                | 1 – 2                                                                   | Lituania                                                                | Amichevole                                                              | -2                                                                      |                                                                         |
| Totale                                                                  |                                                                         | Presenze                                                                | 3                                                                       |                                                                         | Reti                                                                    | -7                                                                      |                                                                         |